# Андреас Нідербергер
Андреас Нідербергер (нім. Andreas Niederberger; нар. 20 квітня 1963, Мюнхен, Баварія, ФРН) — колишній німецький хокеїст, захисник.

## Кар'єра
Андреас почав свою кар'єру в 1980 році у складі Бад Тельц у 2 бундеслізі. У 1983 році перейшов до клубу Бундесліги «Маннхаймер ЕРК». По закінченні сезону був визнаний новачком року.
У 1985 році Нідербергер переходить до клубу СБ «Розенгайм», а звідти до Дюссельдорф ЕГ. За вісім сезонів у «Дюссельдорф ЕГ» захисник став п'ять разів чемпіоном Німеччини 1990, 1991, 1992, 1993 та 1996 роках, це загалом 593 матчі.
У 1998 році повернувся до рідного міста, де виступав за ЕСК «Мюнхен», закінчив свою кар'єру в сезоні 1999/2000 років у Оберлізі за ХК «Ратінген».
У складі збірної ФРН/Німеччини виступав на наступних турнірах:
- Зимові Олімпійські ігри: 1984, 1988, 1992 та 1994;
- Чемпіонати світу з хокею: 1985, 1986, 1987, 1989, 1990, 1991, 1993, 1994 та 1995.

## Нагороди
Андреас Нідербергер включений до Залу хокейної слави Німеччини.

## Різне
Андреас працював коментатором на телебаченні у сезоні 2006/07, а у сезоні 2007/08 тренував дитячу команду «Дюссельдорф ЕГ».